# Барбара Пікерсгілл
Барбара Пікерсгілл (англ. Barbara Pickersgill; нар. 1940) — британська вчена-ботанік. Сфера наукових зацікавлень: одомашнення культур, генетика, таксономія та еволюційна біологія культурних рослин, збереження біорізноманіття. Її дисертація 1966 року на отримання ступеня доктора філософії в Індіанському університеті стосувалася таксономії Capsicum chinense.
У 2005 році вона завершила роботу у школі біологічних наук в Університеті Редінга та стала почесним науковим співробітником. До її дослідницьких проектів належать:
- молекулярна систематика та використання диких видів у поліпшенні вирощування чилі ( Capsicum )
- Дослідження одомашнення сільськогосподарських культур, зокрема, звичайної квасолі,  Phaseolus vulgaris , у співпраці із Центром міжнародного сільського господарства Tropical (CIAT) у Колумбії
- Генетичне різноманіття, збереження та поліпшення тропічних культур, таких як:
  - Кіноа (Chenopodium quinoa), у співпраці із Centro Internacional de la Papa (CIP) у Перу
  - Банан (східноафриканські банани з високогір'я Східної Африки)

## Почесті
У 1993 році Лондонське Ліннеївське товариство нагородило Барбару Пікерсгілл медаллю Ліннея за її внесок у ботаніку.
У 2000 році вона була президентом Товариства економічної ботаніки.
4 серпня 2006 року Лондонське Ліннеївське товариство оргінізувало одноденну конференцію на честь Барбари Пікерсгілл.